# 希羅克 (布利茲紐基區)
48°42′36″N 36°13′39″E / 48.71000°N 36.22750°E
希羅克（烏克蘭語：Широке）是位於烏克蘭東部的村莊，由哈爾科夫州洛佐瓦區的布利茲紐基市鎮負責管轄。該村始建於1825年，面積0.61平方公里，海拔高度174米，2001年人口564，人口密度每平方公里924.6人。